# 1. Klavierquintett (Dvořák)
Das Quintett A-Dur für 2 Violinen, Viola, Violoncello und Klavier op. 5 schrieb Antonín Dvořák im Sommer 1872 in Prag. Das Werk wurde am 22. November 1877 bei einer Matinée Ludevít Procházkas im Prager Konvikt von Vojtěch Hřímalý, Lederer, Rudolf Krehan, Alois Neruda und Karel Slavkovský uraufgeführt.

## Satzbeschreibungen
1. Satz: Allegro ma non tanto; 4/4-Takt, Tonart: A-Dur
2. Satz: Andante sostenuto; 4/4-Takt, Tonart: F-Dur
3. Satz: Finale/allegro con brio; 6/8-Takt, Tonart: A-Dur